# 三角座
三角座是北天小星座，原名源自拉丁语，意为“三角形”，指星座中最亮的三颗星组成狭长三角形。三角座为古巴比伦人和希腊人熟知，是公元二世纪天文学家克劳狄乌斯·托勒密列出的48个星座之一。天体制图师約翰·拜耳和約翰·佛蘭斯蒂德为星座恒星编目，并用拜耳命名法为其中六颗星命名。
天大将军九和天大将军十分别是3.0和4.0视星等的白色恒星，与3.41视星等的黄白色恒星婁宿增六组成三角型。三角座ι是有名的双星系统，星系内还有三个恆星系統确知存在行星。三角座内包含多个星系，其中最亮且距地球最近的是三角座星系，又名梅西耶33，是本星系群成员。此外，人类发现的第一个类星体也在三角座范围内。

## 历史和神话传说
根据古巴比伦星表，三角座与天大将军一共同组成名为“MULAPIN（𒀯𒀳）”（意为“犁”）的星座，这也是公元前一千年左右汇编的规范星表《纲要》（MUL.APIN）中呈现并命名的第一个星座。犁座是《纲要》“恩利尔之路”的第一个星座，位于太阳路径最北端，对应夏至前后45天。星座在二月黎明前的天上首次出现（偕日升），代表美索不达米亚春耕开始的时间。
古希腊人把三角座称为“德尔托顿”（Δελτωτόν），因为星座形状看上去就像大写希腊字母Δ（念“德尔塔”）。经罗马作家音译，再拉丁化为（“德尔托顿”）。埃拉托斯特尼把星座与尼罗河三角洲联系起来，罗马作家许癸努斯则将星座与三角形的西西里岛关联，当时西西里岛就因形状人称“特里纳基亚岛”（Trinacria，前面三个字母有三角之意）。罗马人认为，西西里岛守护女神刻瑞斯曾恳求朱庇特把该岛置于天堂，所以又将三角座称为“西西里亚”（Sicilia）。包括喜帕恰斯和托勒密在内的古希腊天文学家称星座（“三角座”），后来罗马化成（“三角”）。其他名称如（“三尖”）和（“三角骨”）都源自星座形状。婁宿增六和天大将军九被称为“‎”，在阿拉伯语中意为“刻度尺”。中国古天文学用天大将军为三角座多颗恒星命名，指神话中的伟大将军，在占星术中代表荣誉。
17世纪德国天体制图师約翰·拜耳将星座称为三分主星和三方世界（Triplicitas and Orbis terrarum tripertitus），分别代表欧洲、亚洲和非洲三大区域。为与南天的南三角座区别，星座还曾获名“北三角”（Triangulus Septentrionalis）。1690年，波兰天文学家約翰·赫維留在《赫维留星图》（Firmamentum Sobiescianum）中把三角座ι、胃宿增一和胃宿增二三颗光线黯淡的恒星单独分出，新组成小三角座，原本的星座更名主三角座（Triangulum Majus）。國際天文聯會于20世纪20年代确立88个现代星座，三角座便是其一，没有认可赫維留划分的小三角座。

## 简介
三角座的面积很小，北面和西面与仙女座相邻，西接双鱼座，南埃白羊座，东交英仙座，星座中心位于天大将军一和娄宿三之间的中途位置。1922年，国际天文联会确定以三字母缩写代指三角座。1930年，尤金·德爾波特正式划分星座边界，形成拥有14条边的多边形。根据赤道坐標系統，星座赤经位于01h 31.3m和02h 50.4m之间，赤纬位于25.60°到37.35°之间。三角座占据0.32%的夜空，约为132平方度，在88个星座中排名第78。

## 显著特点
拜尔将星座内五颗恒星编目，用拜耳命名法分配到五个希腊字母。約翰·佛蘭斯蒂德在拜尔的基础上增加、和四个罗马字母，但大部分都在后世的星表和星图中淘汰，只有沿用至今。佛蘭斯蒂德用佛蘭斯蒂德命名法为16颗恒星分配数字编号1到16，但他在星表上标以“1”的对应位置并不存在恒星，估计是坐标有误。英国天文学家弗朗西斯·贝利推测佛蘭斯蒂德错把坐标写成32s，实际所指的恒星应该是7.4视星等的 10407。贝利还指出，三角座16距白羊座更近，所以将之归入白羊座。

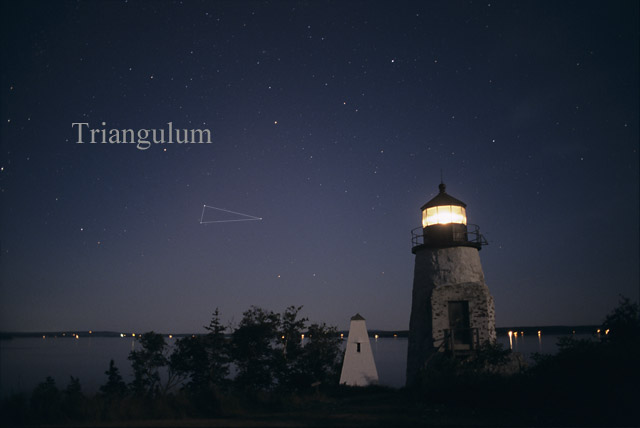
三角座可以用肉眼看到

### 恒星
三角座因三颗较为明亮的恒星组成狭长三角形得名，其中最亮的是3.00视星等的白巨星天大将军九，距地球127光年。天大将军九实际是分光双星，主星是光谱等级的白星，质量达太阳的3.5倍，已经开始扩张并结束主序星生命周期。人类对另一颗星尚缺乏了解，经计算归入质量约为1.4倍太阳的黃-白矮星。两星围绕共同的重心轨道旋转，公转周期31天，恒星周围50到400天文單位范围还有岩屑盤环绕。
第二亮的星是3.41视星等的黄白次巨星婁宿增六，同样属分光双星，位于娄宿三西北偏北方向约七度的天空，是三角形的顶点。白主序星天大将军十是组成三角形的第三颗恒星，光谱等级，视星等4.00，距地球约112光年。天大将军十的自转速度很快，大小约为太阳两倍，光度约33倍，周围也像天大将军九一样由岩屑盤环绕，岩屑盘半径约为太阳到地球距离的80倍。天大将军十一和三角座7都位于天大将军十附近，组成分光三星系统，其中天大将军十一还是分光双星，由两颗距地球35光年，尺寸接近太阳的黄主序星组成。两颗黄主序星相距仅0.1天文单位，以十天周期相互公转。天大将军十一是三角座距地球最近的恒星系统，相比之下仅5.25视星等的三角座7就要远得多，距地球约280光年。
三角座ι也是双星系统，其中一颗发出强烈黄光，另一颗是对比鲜明的淡蓝色恒星，能通过中型望远镜区分，两颗恒星本身又都是内部距离很近的联星。三角座属食雙星系统，视星等以0.97天为周期在8.5到11.2范围变化。三角座是激变变星，距地球约1075光年，以白矮星为主，另一颗是光谱等级的橙主序星。白矮星从橙主序星不断汲取物质，形成显著的吸积盘。
三角座是长期刍藁变星，视星等以267天为周期在6.2至11.7范围变动，距地球约960光年，是光谱等级的紅巨星。三角座XX又名 12545，是8.42视星等、光谱等级的橙巨星，距地球约520光年。1999年，天文学家利用多普勒成像技术在三角座表面发现直径超过太阳的巨大星斑。
人类已经在三角座发现两个恆星系統包含行星。是距地球约171光年的类太阳恒星，拥有两颗质量分别为0.7和1.8倍木星的行星，公转周期分别是30和193天。是光谱等级的橙巨星，尺寸约为太阳的两到七倍，拥有的行星很可能是棕矮星，尺寸约为木星八到二十倍，公转周期472天。人类发现的所有带行星恒星中， 13189属于尺寸较大的一员。

### 深空天体

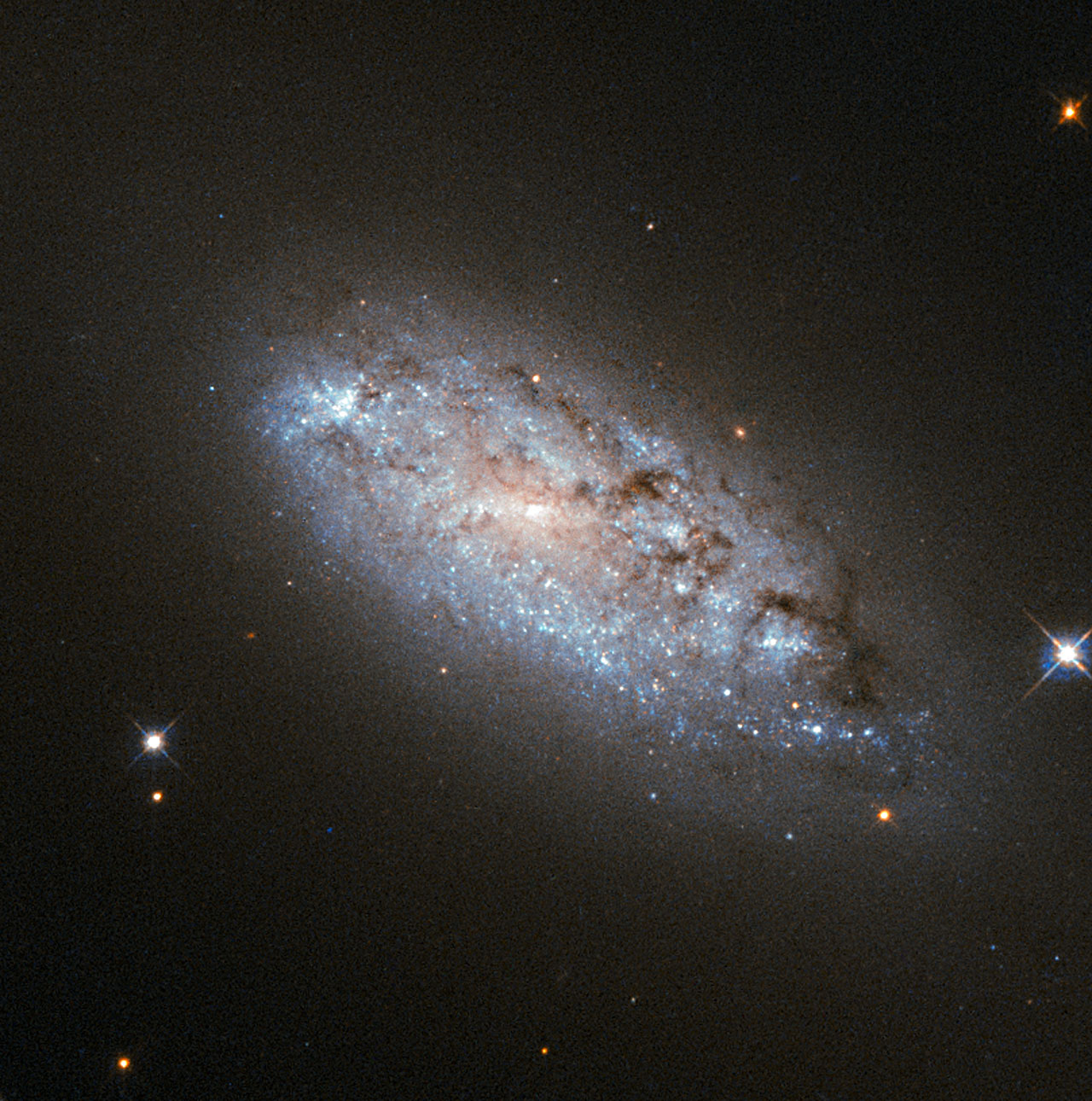
NGC 949是非常特殊的不对称星系

意大利天文学家乔瓦尼·巴蒂斯特·霍迪尔纳（Giovanni Battista Hodierna）早在十七世纪就发现三角座星系（又名梅西耶33），是非常遥远的本星系群星系，距地球约230万光年，视星等达到5.8，在理想夜空下能用肉眼识别。但作为光线散射天体，如果夜空存在光污染，那么即便借助小型或双筒望远镜也很难看到。三角座星系是直径4.6万光年的螺旋星系，比仙女座星系和银河系都小。星系距仙女座不到300秒差距，所以有假说称三角座星系相当于仙女座星系的卫星系。三角座星系在婁宿增六西北偏西方向3.5度，奎宿九西南方向7度，已经接近双鱼座边界。星座内的是电离氢区，是恒星形成的所在。

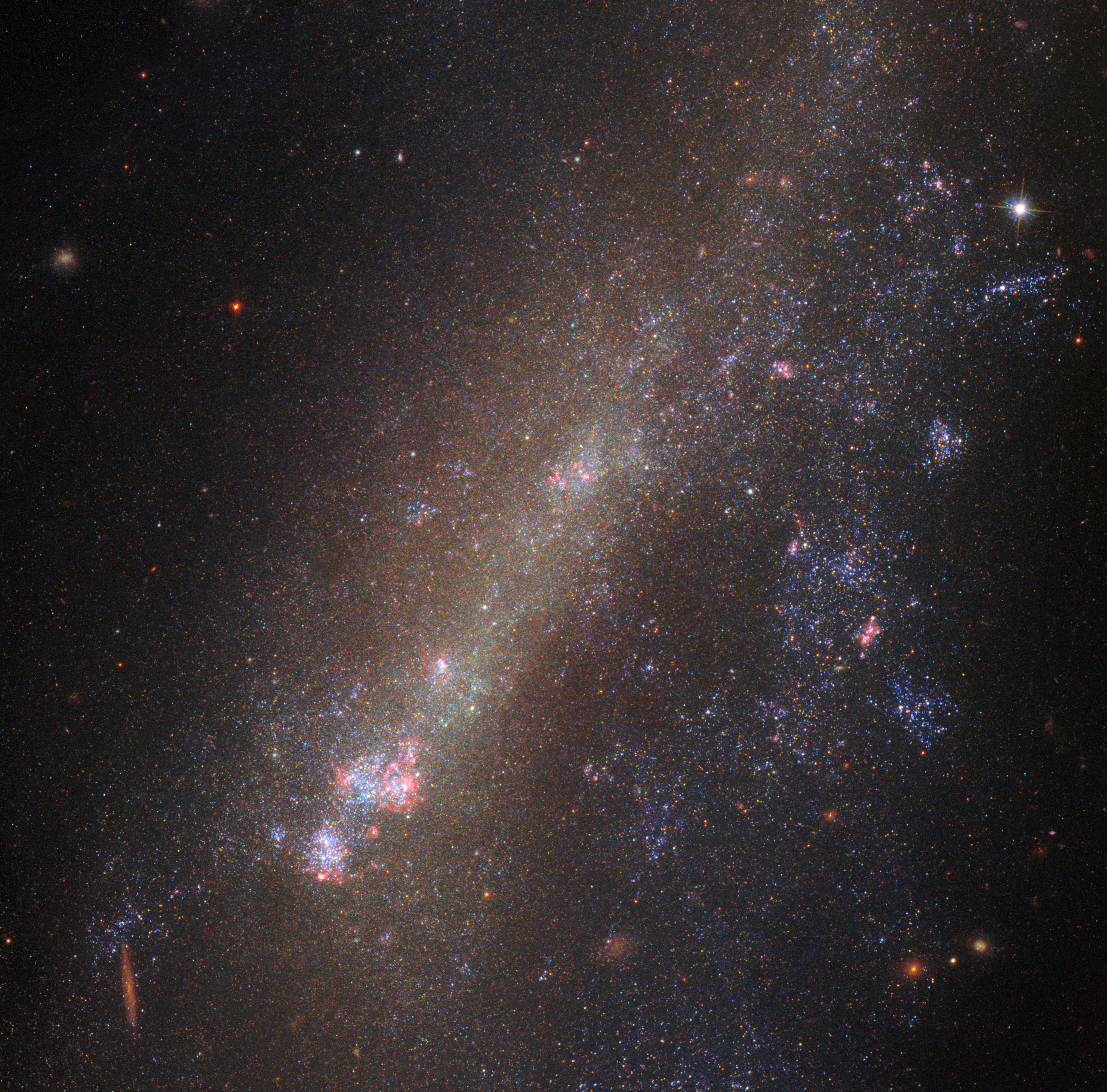
IC 1727和UGC 1249

除三角座星系外，三角座还有多个12到14视星等的NGC星系，其中最大的螺旋星系长十弧分，视星等12；接下来是11.6视星等的五弧分棒旋星系。 672与 1727相距仅8.8万光年，看起来存在互动，两者距地球1800万光年。 672、 1727，以及附近四个矮不规则星系共同组成 672星系群，观察结果表明六个星系在过去一千万年间都曾爆发恒星形成。估计星系群还与人称 784星系群的另外六个星系相连，该群以主棒旋星系命名。两个星系群加上另外两个孤立矮星系，共计十四个星系看起来都在朝同一方向移动，而且有可能都属暗物质大尺度纖維狀結構的组成部分。三角座的是人类发现的第一个类星体，但起初并未确认它是类星体，所以1963年在室女座发现的才是人类辩识出来的第一个类星体。3 48亮度仅16.2视星等，位于婁宿增六西北方向约五度。